# Айтівський педагогічний університет
Айтівський педагогічний університет (яп. 愛知教育大学, あいちきょういくだいがく; англ. Aichi University of Education) — державний університет у Японії.. Розташований за адресою: префектура Айті, місто Карія, квартал Іґая, Хіросава 1. Відкритий 1949 року. Скорочена назва — Айкьо́-да́й (яп. 愛教大, あいきょうだい).

## Історія
Заснований у 1949 році як Айтівський природничо-гуманітарний університет (яп. 愛知学芸大学) шляхом об'єднання 1-ї та 2-ї Айтівської педагогічної школи із юнацьким педагогічним училищем. У 1966 році перейменований на Айтівський педагогічний університет.

## Факультети
- Педагогічний факультет (яп. 教育学部)

## Аспірантура
- Педагогічна аспірантура (яп. 教育学研究科)